# 奇里基河
奇里基河（西班牙語：Rio Chiriquí）是巴拿马的一条河流，又称为新奇里基河（Chiriquí Nuevo River）以与舊奇里基河（Chiriquí Viejo River）区别，支流有戴维河等。